# تكلامكان

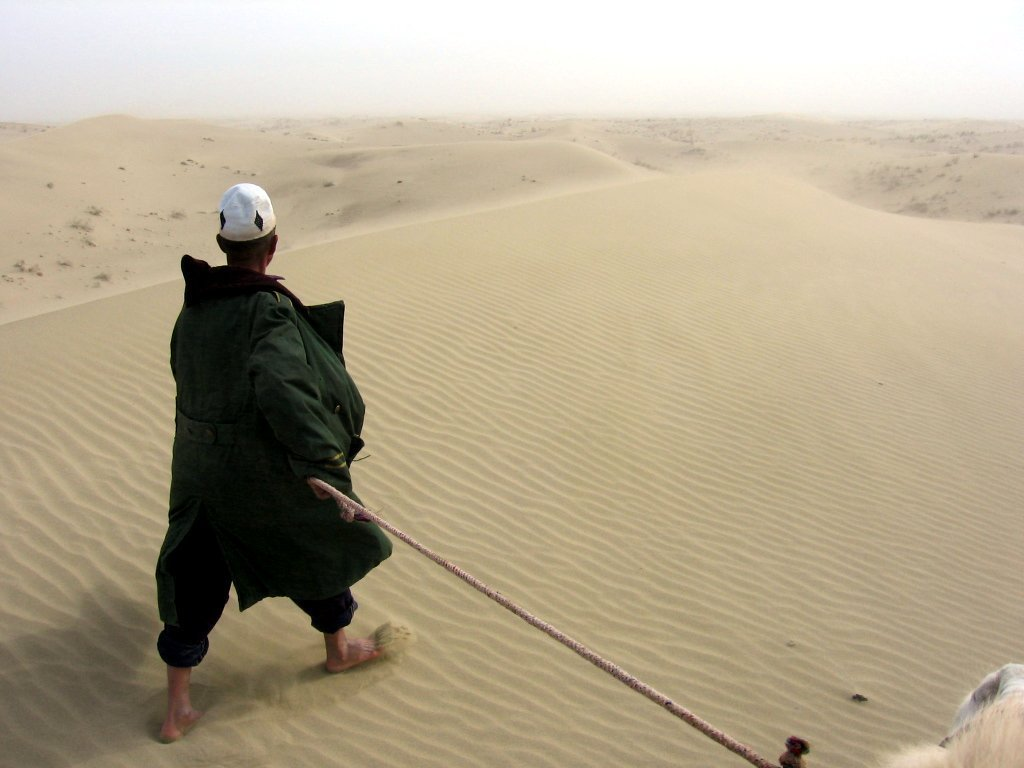
صحراء تكلامكان

تكلإمكان هي صحراء رملية مساحتها 323,750 كم² تقع في آسيا الوسطى، في حوض تاريم في منطقة شينجيانغ ذاتية الحكم في جمهورية الصين الشعبية. هي الصحراء السابعة عشر من حيث المساحة في العالم. تحدها جبال كونلون في الجنوب، وصحراء جبال بامير وتيان شان في الغرب والشمال.